# Heterotheca stenophylla
Heterotheca stenophylla là một loài thực vật có hoa trong họ Cúc. Loài này được (A.Gray) Shinners mô tả khoa học đầu tiên năm 1951.